# Teodoro de Cirene
Evítese la confusión con el filósofo cirenaico Teodoro el Ateo
Teodoro de Cirene (465 a. C. - 398 a. C.) fue un filósofo y matemático griego nacido en Cirene (hoy en día Shahhat, en Libia). Fue desarrollador de la teoría de los números irracionales.
Teodoro fue alumno de Protágoras, y vivió la mayor parte de su vida en Atenas, donde conoció a Sócrates y a Platón. Este último escribiría el diálogo Teeteto. El personaje que da título al diálogo, Teeteto, había sido discípulo de Teodoro.  
Teodoro trabajó en campos tan diversos como la filosofía, la astronomía, la aritmética, la música y la educación.

Los primeros pasos de la espiral de Teodoro de Cirene.

Pitagórico, creía que la alegría y el juicio eran la base para llegar a la felicidad. Es conocido sobre todo por su trabajo matemático, donde probó la irracionalidad de las raíces de los números enteros no cuadrados (2, 3, 5...) al menos hasta 17 a base del método tradicional pitagórico de usar la reducción al absurdo y llegar a una inconsistencia relacionada con pares e impares. También desarrolló la espiral que lleva su nombre usando el Teorema de Pitágoras y añadiendo perpendicularmente a un segmento una unidad lo que forma triángulos cuyas hipotenusas son las sucesivas raíces gráficamente. Falleció en Cirene.